# 九州産交運輸
九州産交運輸株式会社（きゅうしゅうさんこううんゆ、英称：KYUSHU SANKO-UNYU Co.,Ltd.）は熊本県熊本市に本社を置く日本の運送会社である。

## 概要
創業は1942年（昭和17年）と歴史は古く、九州をくまなく網羅した配送ネットワークをもち九州～関東・関西間を太いパイプでつないでいる。特別積合せ事業をはじめ、医薬品輸送や生鮮物輸送など独自の輸送サービスを展開している。
以前は九州産交グループの一員だったが、2004年にフットワークエクスプレスと資本提携したのち、2014年（平成26年）5月に鴻池運輸が全株式を取得し子会社化している。
2016年（平成28年）4月1日付で、子会社であった株式会社産交運輸物流サービスを吸収合併した。

## 拠点
- 関東地区
- 関西地区
- 中国地区
- 九州地区

## 問題
2008年4月17日、公正取引委員会に下請事業者に対する物品販売について、下請法違反があったとして、是正勧告を受けたことを発表。
自社が行うラーメンなどの物品販売事業において、一部下請事業者に購入を強要した行為などが、下請法違反に該当すると判断された。下請法の「購入・利用強制の禁止」規定違反における是正勧告は、全国初。
また2005年にも同様の警告を受けていたとの一部報道もある。

## 関連会社
- 株式会社産交ミック
- 南九州産交物流株式会社
- 福岡産交物流株式会社